# Pauline Schöller
Pauline Schöller (Viena, 10 de març de 1859 - Múnic, 16 d'agost de 1941) fou una soprano austríaca.
Formada des dels nou anys com a pianista de concert, després rebé classes de cant a Viena amb el mestre de capella de St. Karl, Josef Rupprecht, i el director del cor Otto Uffmann. El 1877 debutà a Bad Ischl, el 1878 va cantar a Basilea, el 1879 a Königsberg, el 1880 a Graz, el 1881 i 1882 a Nuremberg, entre 1882 i 1885 a l'Òpera de la Cort de Dresden, entre 1885 i 1890 a Múnic. La temporada 1885-86, va actuar a l'Òpera de la Cort de Viena. Entre 1890 i 1893 va emprendre gires de concerts per Amèrica del Nord (incloent-hi la Metropolitan Opera de Nova York), va estar de nou a l'Òpera de la Cort de Múnic des de 1895 fins al 1900. La temporada 1901-1902 va actuar al Gran Teatre del Liceu de Barcelona, on interpretà Hänsel und Gretel. Després va treballar com a professora de cant, però de 1901 a 1904 fou convidada a diversos teatres d'òpera. Era una gran cantant wagneriana però també cantava òperes en italià i francès, així com les de Mozart.